# Ira William Zartman
Ira William Zartman (* 9. Januar 1932 in Allentown, Pennsylvania; † 28. Juli 2025 in Silver Spring, Maryland) war ein US-amerikanischer Konfliktforscher und Professor der Paul H. Nitze School of Advanced International Studies (SAIS) der Johns Hopkins University. Er hatte den Jacob Blaustein Chair in International Organizations and Conflict Resolution inne.

## Leben und Wirken
Zartman studierte bis 1952 Politikwissenschaften an der Johns Hopkins University und promovierte 1956 über Internationalen Beziehungen an der Yale University. Nachfolgend wurde er zum Militärdienst einberufen, der ihn 1958 nach Port Lyautey in Marokko führte, wo er seine aus Frankreich stammende zukünftige Ehefrau kennenlernte. Nach der Heirat 1960 kehrte das Paar in die USA zurück. Zartman lehrte zunächst an der University of South Carolina Internationale Beziehungen, bevor er von 1965 bis 1980 Professor für Politik an der New York University wurde. Anfang der 1980er Jahre wechselte Zartman an die Johns Hopkins University in Washington, wo ihm eine Stelle als Direktor des African Studies Program an der Paul H. Nitze School of Advanced International Studies (SAIS) angeboten worden war. In seiner langjährigen Tätigkeit an der SAIS schuf er dort einen neuen Themenschwerpunkt Konfliktmanagement und wurde zum Jacob Blaustein Distinguished Professor of International Organization and Conflict Resolution ernannt. Die wissenschaftliche Fachzeitschrift International Negotiation rief er mit ins Leben. Er hielt zahlreiche Vorlesungen an Universitäten im Nahen Osten, in Afrika, Europa und China sowie an der Universität der Anden.
Schwerpunkte in Zartmans wissenschaftlicher Arbeit waren neben Afrika der Bereich der Konfliktverhandlung und -lösung. Zu den von ihm geprägten Konzepten gehört der reife Augenblick („Ripeness Theory“) für die Aufnahme von Friedensverhandlungen in einem Konflikt, der als notwendige (aber nicht hinreichende) Bedingung erforderlich sei. Er setze eine Pattsituation voraus, in der keiner der Akteure den Sieg erringen könne und müsse einen glaubwürdigen möglichen Ausweg aus der Situation aufzeigen. Ein weiterer in diesem Zusammenhang vom ihm verwendeter Begriff ist die fortwährend schädigende Pattsituation („Mutually Hurting Stalemate“), die bei den Konfliktparteien die Bereitschaft erhöhe, einen Ausweg anzunehmen.

## Weitere Aktivitäten
Von 1966 bis 1977 war Zartman Gründungssekretär und Schatzmeister der Middle East Studies Association und wurde 1981 bis 1982 zum Präsident der Vereinigung gewählt. Er war von 1984 bis 1996 Gründungspräsident des American Institute for Maghrib Studies und für einen Zeitraum von 25 Jahren Präsident der Tanger American Legation Museum Society. Zudem war er Gründungssekretär und Schatzmeister der West African Research Association (WARA) und Mitglied des Exekutivausschusses sowie Vorsitzender des Beratungsausschusses für den Nahen Osten des Council for the International Exchange of Scholars („The Fulbright Council“).

## Werke (Auswahl)
- Collapsed States (1995)
- Peacemaking in International Conflict (1997) Ed. United States Institute of Peace
- International Negotiation: Actors, Structure/Process, Values (1999)
- International Multilateral Negotiations; Approaches to the Management of Complexity (1999)
- Power and Negotiation, (2000)
- Preventive Negotiation: Avoiding Conflict Escalation (2001)
- A Strategic Vision for Africa: The Kampala Movement (2002)
- Getting It Done: Post-Agreement Negotiation and International Regimes (2003)
- Rethinking the economics of war: the intersection of need, creed, and greed (2005)
- Preventing Deadly Conflict. John Wiley & Sons, New York 2015, ISBN 978-0-7456-8692-9.

## Ehrungen
- 1997: Ehrendoktorwürde der Katholischen Universität Löwen[3]
- 2000: Ernennung zum Kommandeur des Ouissam Alaouite durch den marokkanischen König Mohammed VI.[4]
- 2001: Lifetime Achievement Award der International Association for Conflict Management (IACM)[5]
- 2018: Ehrendoktorwürde der Fakultät für Sozialwissenschaften an der Universität Uppsala[6]